# Mas Gorreta
Mas Gorreta és una masia d'Os de Balaguer (Noguera) protegida com a Bé Cultural d'Interès Local.

## Descripció
El mas de casa Gorreta, a la partida de la Font de l'Horta es troba a uns 10 km del poble. S'hi pot accedir des del sud pel camí de Vilasseca i Sant Salvador, o pel nord pel camí dels Baulons i Montesor. La finca disposa d'una extensió de 6500 m2, allí hi ha el mas que l'escultor Leandre Cristòfol i Peralba tenia la segona residència i el seu taller. Les edificacions tenen una situació dominant en el terreny sobre la vall de Tragó i l'embassament de Santa Anna. Amb unes vistes espectaculars sobre els vessants de la Ribagorça i el Segrià.
Es tracta d'un edifici aïllat format per planta baixa i pis. L'estructura està formada per paret de càrrega de maçoneria de pedra, sostres de bigues de fusta amb revoltons de guix i cobertes amb teula àrab.
Durant anys ha estat abandonat i en desús. Això ha suposat que s'ensorrés una de les cobertes i defectes estructurals, a més s'hi ha produït algunes espoliacions i destrucció de materials. A l'interior s'hi conserva mobiliari i material emprat per l'escultor durant les llargues temporades que hi passava.
Les obres necessàries per poder aturar el procés de degradació del mas són diverses. Cal consolidar i reforçar les cobertes, els paraments verticals, les bigues dels forjats i repassar els arrebossats.
El mas i el terreny que l'envolta han estat donats a l'Ajuntament d'Os de Balaguer pel germà de l'escultor, Francesc Cristòfol.